# Россочинський Іван Якович
Іван Якович Россочинський (20 січня 1909, селище Юзівка, тепер місто Донецьк — 21 березня 1991, місто Москва) — український радянський діяч, керуючий вугільних трестів комбінату «Артемвугілля» Сталінської області. Герой Соціалістичної Праці (28.08.1948). Кандидат у члени ЦК КП(б)У в 1949—1952 роках.

## Біографія
Народився в родині шахтаря.
Трудову діяльність розпочав робітником шахти № 1 «Щегловка» Макіївського району Донбасу. Закінчив курси бурових майстрів, працював технічним керівником, завідувачем групи показової вуглерозвідувальної партії, помічником начальника шахти «Іван», начальником шахти № 28 Донецької області.
З 5 липня 1938 року — керуючий тресту «Макіїввугілля» Сталінської області.
Член ВКП(б) з 1939 року.
Під час німецько-радянської війни будував оборонні споруди під Запоріжжям, Маріуполем та Ростовом-на-Дону. Потім був евакуйований у східні райони СРСР, працював керуючим тресту «Копейскуголь» Челябінської області РРФСР.
У 1943 році повернувся в Сталінську область на посаду керуючого тресту «Макіїввугілля», брав участь у відновленні зруйнованих і побудові нових шахт.
З жовтня 1947 року — керуючий тресту «Красноармійськвугілля» комбінату «Артемвугілля» Сталінської області.
З 1950 року — голова ЦК профспілки робітників вугільної промисловості СРСР.
У кінці 1950-х — початку 1970-х років працював начальником інспекції з паливно-енергетичної промисловості, головним інспектором важкої промисловості Державного комітету Ради міністрів СРСР з питань праці і заробітної плати.
Потім — на пенсії в Москві. 
Помер 21 березня 1991 року. Похований на Троєкуровському цвинтарі Москви.

## Службові звання
- гірничий генеральний директор 3-го рангу

## Нагороди
- Герой Соціалістичної Праці (28.08.1948)
- три ордени Леніна (17.02.1939, 28.08.1948, 12.01.1951)
- два ордени Трудового Червоного Прапора (23.01.1948, 4.09.1948)
- два ордени «Знак Пошани» (20.10.1943, 7.04.1976)
- медалі